# NGCC Henry Larsen
Le NGCC Henry Larsen est un brise-glace de la Garde côtière canadienne servant dans la région de Terre-Neuve-et-Labrador et étant rattaché au port de Saint-Jean de Terre-Neuve. Il est nommé en l'honneur de Henry Larsen, un explorateur de l'Arctique.

## Histoire
En septembre 2009, il participa à un exercise d'entraînement avec les navires danois HDMS Ejnar Mikkelsen et HDMS Hvidbjørnen.
Le 7 juillet 2015, il a été annoncé que le NGCC Henry Larsen aura une remise à l'état d'une valeur de 1,6 million de dollars par Davie Yards Incorporated (en) à Lauzon au Québec.

## Annexe